# Красний Октябрь (Понировський район)
Красний Октябрь (рос. Красный Октябрь) — присілок в Понировському районі Курської області Російської Федерації.
Населення становить 113 осіб. Входить до складу муніципального утворення Верхньо-Смородинська сільрада.

## Історія
Населений пункт розташований на території українського етнічного та культурного краю Східна Слобожанщина.
Від 2004 року входить до складу муніципального утворення Верхньо-Смородинська сільрада.

## Населення
| 2010 |
| ---- |
| 113  |